# Hjalmart Andersen
Hjalmart Nørregaard „Hjallis” Andersen (-Eering) (Stubbekøbing, 1889. október 11. – Risskov, 1974. január 23.) olimpiai bronzérmes dán tornász.
Az 1912. évi nyári olimpiai játékokon indult tornában és a csapat összetettben szabadon választott szerekkel bronzérmes lett.
Klubcsapata a KSG volt.